# Экономика Уоллиса и Футуны
Эта страница представляет собой обзор экономики Уоллиса и Футуны.

## Финансы
ВВП Уоллиса и Футуны в 2005 году составил 188 миллионов долларов США по рыночному обменному курсу. ВВП на душу населения в 2005 г. составил 12 640 долларов США (по рыночным обменным курсам, а не по ППС), что ниже, чем в Новой Каледонии, Французской Полинезии и всех других заморских департаментах и территориях Франции (кроме Майотты), но выше, чем во всех малых независимых островных государствах Океании.
Вместе с французскими территориями Новой Каледонии и Французской Полинезии на этой территории используется тихоокеанский франк, фиксированный по отношению к евро, по курсу 1000 французских франков = 8,38 евро. В 1991 году BNP Nouvelle-Calédonie, дочерняя компания BNP Paribas, учредила дочернюю компанию Banque de Wallis et Futuna, которая в настоящее время является единственным банком на территории Уоллиса и Футуны. Двумя годами ранее Banque Indosuez закрыл филиал в Мата-Уту, открытый в 1977 году, оставив территорию без банка.

## Сельское хозяйство и промышленность
Экономика территории ограничена традиционным натуральным сельским хозяйством, при этом около 80 % рабочей силы зарабатывает на жизнь сельским хозяйством (кокосы и овощи), животноводством (в основном свиньями) и рыболовством. Сельскохозяйственные продукты включают в себя хлебное, ямс, таро, бананы, свиней и коз.
Отрасли промышленности включают копру, ремесла, рыболовство и лесотехническое производство. В 2007 году было импортировано товаров на сумму 63 миллиона долларов США (продукты питания, промышленные товары, транспортное оборудование, топливо, одежда), в основном из Франции, Сингапура, Австралии и Новой Зеландии, и не было экспорта (в предыдущем 2006 году, экспорт составил 122 000 долларов США и полностью состоял из 19 тонн скорлупы трохуса). Примерно 4 % населения занято в правительстве. Доходы поступают от французских государственных субсидий, лицензий на рыболовство в Японии и Южной Корее, налогов на импорт и денежных переводов от иностранных рабочих из Новой Каледонии, Французской Полинезии и Франции.